# Хариобавд
Хариобавд (на латински: Hariobaudes) е алемански крал през 4 век.

## Управление
Римският историк Амиан Марцелин пише, че цезар Юлиан Апостат през 359 г. при Майнц пресича Рейн и сключва мирни договори с алеманските крале Хариобавд, Ур, Макриан, Вестралп, Урсицин и Вадомар, след освобождаване на всички пленници.
През есента 357 г. той и други десет алемански крале и благородници са победени от римляните с Юлиан Апостат и генерал Барбацион в битката при Аргенторатум близо до Страсбург.